# Carla Gugino

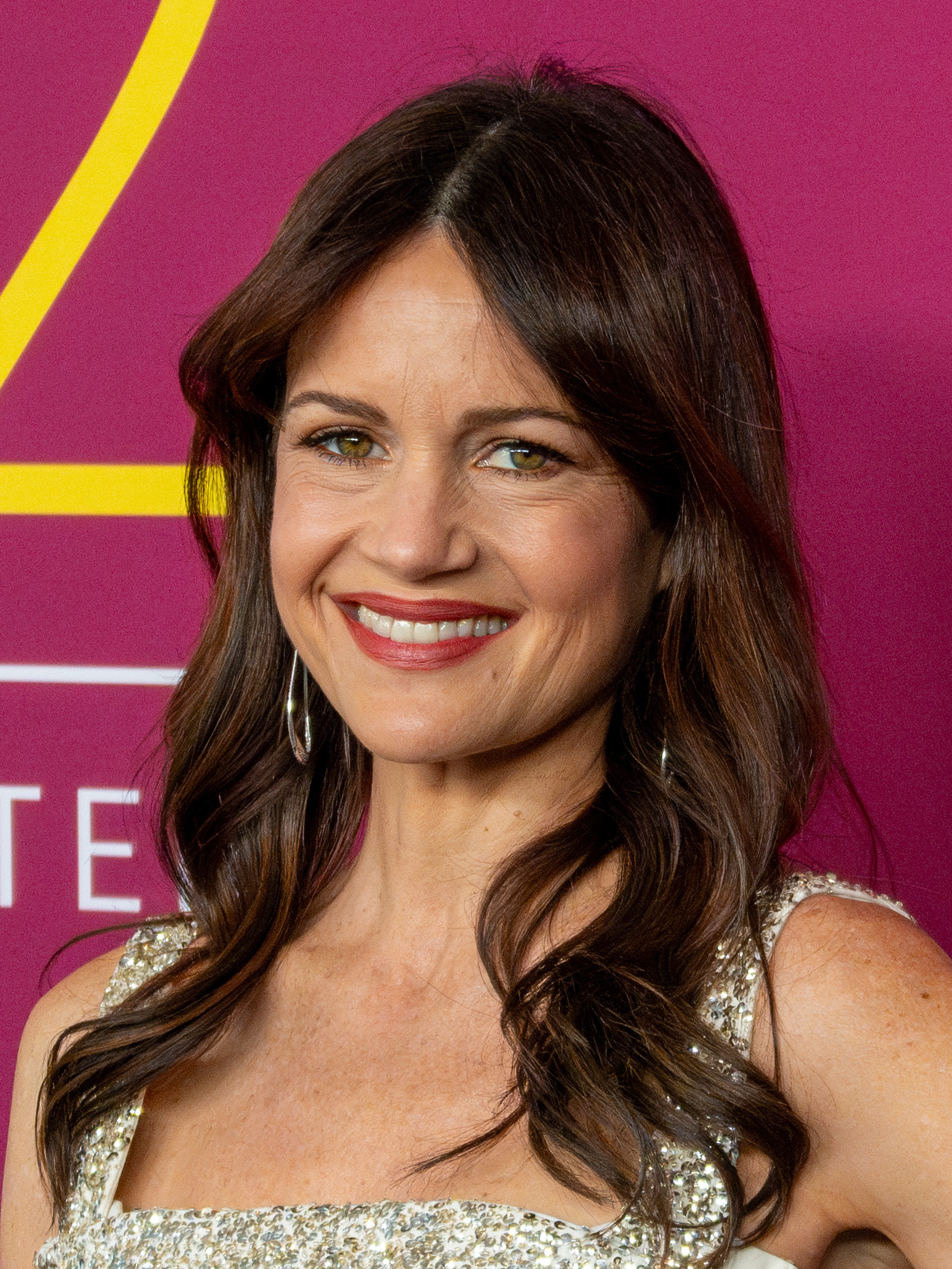
Carla Gugino (2024)

Carla Neil Gugino (* 29. August 1971 in Sarasota, Florida) ist eine US-amerikanische Schauspielerin italienischer, britischer und irischer Abstammung.

## Leben und Karriere
Carla Gugino wurde als Tochter eines italienischen Kieferorthopäden und einer britisch-irischen Mutter geboren. Ihre Eltern trennten sich, als Gugino zwei Jahre alt war. Mit fünf Jahren zog sie mit ihrer Mutter nach Paradise, Kalifornien um. Während ihrer Kindheit musste sie mehrfach innerhalb des Bundesstaates umziehen, war jedoch während ihrer gesamten Highschool-Zeit eine gute Schülerin und durfte sogar die Abschlussrede halten. Eine Modelagentur entdeckte sie in San Diego und schickte sie mit kaum 15 Jahren nach New York City. Gugino kehrte jedoch wieder nach Los Angeles zurück, modelte dort und besuchte auf den Rat ihrer Tante, der Schauspielerin Carol Merrill, eine Schauspielklasse.
Als Schauspielerin debütierte Gugino mit Gastauftritten in Fernsehserien, wie in einer Folge der Serie Wer ist hier der Boss? aus dem Jahr 1988. Ihre erste Rolle in einem Kinofilm hatte sie an der Seite von Shelley Long und Craig T. Nelson in der Abenteuerkomödie Die Wilde von Beverly Hills (1989). Von 1989 bis 1990 war sie in elf Folgen der Fernsehserie Falcon Crest zu sehen. 1994 spielte sie im Musikvideo zu Always der Band Bon Jovi mit. In der Komödie Miami Rhapsody (1995) verkörperte sie die Schwester der Protagonistin Gwyn Marcus (Sarah Jessica Parker), deren Eheprobleme Gwyn dazu bringen, ihre Hochzeit hinauszuzögern. Ein Jahr später spielte sie im Filmdrama Jung, weiblich, gnadenlos die Hauptrolle einer Frau, die von zwei anderen Frauen vergewaltigt wurde.
Die Nebenrolle an der Seite von Nicolas Cage im Thriller Spiel auf Zeit (1998) brachte Gugino 1999 eine Nominierung für den Blockbuster Entertainment Award. In den Actionkomödien Spy Kids (2001), Spy Kids 2 – Die Rückkehr der Superspione (2002) und Mission 3D (2003) verkörperte sie die Ehefrau von Gregorio Cortez (Antonio Banderas) und gleichzeitig Mutter der minderjährigen Superspione. Für ihre Rolle im Thriller American Gangster (2007) wurde sie 2008 gemeinsam mit ihren Schauspielkollegen für den Screen Actors Guild Award nominiert. 2015 spielte Gugino die Ehefrau von Dwayne Johnson im Katastrophen-Thriller San Andreas. Im Anschluss folgten weitere Filmrollen, außerdem war sie in verschiedenen Fernsehserien zu sehen, darunter 2018 in Spuk in Hill House. Ihr schauspielerisches Schaffen umfasst mehr als 90 Produktionen.

## Filmografie (Auswahl)

### Filme
- 1989: Die Wilde von Beverly Hills (Troop Beverly Hills)
- 1990: Ein Mädchen namens Dinky (Welcome Home, Roxy Carmichael)
- 1993: Red Hot
- 1993: This Boy’s Life (This Boy’s Life)
- 1993: Schwiegersohn Junior (Son in Law)
- 1995: Miami Rhapsody
- 1996: Jung, weiblich, gnadenlos (Jaded)
- 1996: Ein tierisches Trio – Wieder unterwegs (Homeward Bound II: Lost in San Francisco, Stimme)
- 1996: The War at Home
- 1996: Die Stunde der Teufelinnen (Wedding Bell Blues)
- 1996: Michael
- 1997: Lovelife
- 1998: Spiel auf Zeit (Snake Eyes)
- 1998: Judas Kiss
- 1999: Wenn nicht ein Wunder geschieht (A Season for Miracles)
- 2001: Der Todesengel aus der Tiefe (Mermaid Chronicles Part 1: She Creature)
- 2001: Spy Kids
- 2001: Macht der Begierde (The Center of the World)
- 2001: The Jimmy Show
- 2001: The One
- 2002: Spy Kids 2 – Die Rückkehr der Superspione (Spy Kids 2: Island of Lost Dreams)
- 2003: The Singing Detective
- 2003: Mission 3D (Spy Kids 3-D: Game Over)
- 2005: Life Coach: The Movie
- 2005: Sin City
- 2005: Jump Shot
- 2006: Tödlicher Einsatz (Even Money)
- 2006: Nachts im Museum (Night at the Museum)
- 2007: Rise: Blood Hunter (Rise)
- 2007: Die Regeln der Gewalt (The Lookout)
- 2007: American Gangster
- 2008: Kurzer Prozess – Righteous Kill (Righteous Kill)
- 2009: Watchmen – Die Wächter (Watchmen)
- 2009: The Unborn
- 2009: Die Jagd zum magischen Berg (Race to Witch Mountain)
- 2009: Der große Traum vom Erfolg (The Mighty Macs)
- 2009: Women in Trouble
- 2010: Faster
- 2010: Every Day
- 2010: Elektra Luxx
- 2011: Sucker Punch
- 2011: Girl Walks Into a Bar
- 2011: I Melt with You
- 2011: Mr. Poppers Pinguine (Mr. Popper’s Penguins)
- 2011: Happy New Year (New Year’s Eve)
- 2012: Hotel Noir
- 2014: Das Geheimnis des Balletttänzers (Match)
- 2015: San Andreas
- 2016: Wolves
- 2017: Den Sternen so nah (The Space Between Us)
- 2017: Das Spiel (Gerald's Game)
- 2018: Elizabeth Harvest
- 2021: Gunpowder Milkshake
- 2021: With/In
- 2024: Lisa Frankenstein
- 2024: Orion und das Dunkel (Orion and the Dark, Stimme)
- 2024: Loyal Friend (The Friend)
- 2024: The Life of Chuck (Stimme)
- 2025: Heads of State

### Fernsehen
- 1989: Alf (Fernsehserie, Episode 3x18)
- 1989–1990: Falcon Crest (Fernsehserie, 11 Episoden)
- 1991: Wunderbare Jahre (The Wonder Years, Fernsehserie, Episode 5x06)
- 1992: Zurück in die Vergangenheit (Quantum Leap, Fernsehserie, Episode 4x16)
- 1992: Murder Without Motive: The Edmund Perry Story
- 1992: A Private Matter
- 1994: Motorcycle Gang
- 1995: The Buccaneers
- 1996–1999: Chaos City (Spin City, Fernsehserie, 13 Episoden)
- 1999: Bonne Nuit (Fernsehfilm)
- 1999: Wenn nicht ein Wunder geschieht (A Season for Miracles, Fernsehfilm)
- 1999: Hotel Alexandria (Fernsehserie, 6 Episoden)
- 1999–2000: Chicago Hope – Endstation Hoffnung (Chicago Hope, Fernsehserie, 23 Episoden)
- 2001: Der Todesengel aus der Tiefe (Mermaid Chronicles Part 1: She Creature)
- 2004: Karen Sisco (Fernsehserie, 10 Episoden)
- 2005: Nemesis – Der Angriff (Threshold, Fernsehserie, 13 Episoden)
- 2007–2010: Entourage (Fernsehserie, 12 Episoden)
- 2011: Kühles Grab (Hide)
- 2011: Californication (Fernsehserie, 10 Episoden)
- 2012: Justified (Fernsehserie, Episode 3x02)
- 2012: Political Animals (Miniserie, 6 Episoden)
- 2012: New Girl (Fernsehserie, 3 Episoden)
- 2015: The Brink – Die Welt am Abgrund (The Brink, Fernsehserie, 6 Episoden)
- 2015–2016: Wayward Pines (Fernsehserie, 11 Episoden)
- 2016: Roadies (Fernsehserie, 10 Episoden)
- 2017: Nashville (Fernsehserie, Episode 5x09)
- 2018: Spuk in Hill House (The Haunting of Hill House, Fernsehserie, 10 Episoden)
- 2019: Jett (Fernsehserie, 9 Episoden)
- 2020: Manhunt (Fernsehserie, 6 Episoden)
- 2020: Spuk in Bly Manor (The Haunting of Bly Manor, Fernsehserie, 9 Episoden)
- 2021: Midnight Mass (Fernsehserie, Episode 1x01)
- 2022: Leopard Skin (Fernsehserie, 8 Episoden)
- 2023: Der Untergang des Hauses Usher (The Fall of the House of Usher, Fernsehserie, 8 Episoden)
- 2024: Schere, Stein, Papier (Rock, Paper, Scissors, Fernsehserie, Episode 1x01, Stimme)
- 2024: The Girls on the Bus (Fernsehserie, 10 Episoden)
- 2025: Big City Greens (Fernsehserie, Episode 4x22, Stimme)

## Auszeichnungen bzw. Nominierungen
- 1999: Nominierung für den Blockbuster Entertainment Award für ihre Darbietung in Spiel auf Zeit
- 2008: Nominierung bei den Screen Actors Guild Awards mit den Schauspielkollegen für American Gangster